# Гетто в Рясно (Могилёвская область)
Гетто в Ря́сно (Могилёвская область) (лето 1941 — 3 марта 1942) — еврейское гетто, место принудительного переселения евреев посёлка Рясно Дрибинского района Могилёвской области и близлежащих населённых пунктов в процессе преследования и уничтожения евреев во время оккупации территории Белоруссии войсками нацистской Германии в период Второй мировой войны.

## Оккупация Рясно и создание гетто
Перед войной евреи составляли значительную часть населения посёлка Рясно. Посёлок был захвачен немецкими войсками 12 июля 1941 года, и оккупация продлилась до 1 октября 1943 года. Эвакуироваться до прихода нацистов успели немногие.
Вскоре после оккупации немцы заставили евреев нашить на верхнюю одежду желтые латы и, реализуя нацистскую программу уничтожения евреев, организовали в местечке гетто. В гетто переселили и евреев из ближних деревень, в том числе, и из соседнего поселения Пески, где была еврейская коммуна «Коммунистический шлях». Вместе с полицейскими немцы приходили в еврейские дома и брали всё, что им понравилось. Вначале евреев оставили жить в своих домах и позволяли свободно перемещаться по посёлку. Примерно в декабре 1941 года их согнали на три улицы, заселив в каждый домик по несколько семей, огородили это место колючей проволокой и запретили выходить за его пределы.
Молодых евреев под конвоем ежедневно использовали на принудительных работах — осенью это были полевые работы, а зимой была заготовка дров, уборка туалетов у немцев и стирка. Если первое время евреи ещё доедали какие-то припасы (картошку и муку), то скоро в гетто начался голод.

## Уничтожение гетто
3 марта 1942 года гетто оцепили и всех евреев согнали в пекарню. Затем всех евреев вывели на площадь и окружили полицаями, был сильный мороз. Там же по приказу собралось много местных людей с подводами, и никто не знал, зачем их вызвали. Над толпой стоял страшный крик. Жителям-неевреям выходить на улицу запретили.
Недалеко от Рясно, в Лисьем логу (это место ещё называли «Крумолы»), в овраге был выкопан расстрельный ров длиной 25, шириной 6,5 и глубиной 4 метра. К нему группами пригоняли евреев, и первыми расстреляли молодых мужчин. У женщин забирали детей и живыми кидали в ров, после чего засыпали землей расстрелянных вместе с живыми. Перед расстрелом раздевали до нижнего белья или заставляли раздеться полностью, затем приказывали спуститься в ров и лечь на тела уже убитых.
После этой «акции» (таким эвфемизмом нацисты называли организованные ими массовые убийства) местных жителей заставили ещё несколько дней закапывать яму.
Одежду и вещи, забранные у убитых и из домов в гетто, свезли в помещение бывшего магазина, объявив, что будут раздавать их населению. Тогда перед магазином собралась толпа из местных и из соседних деревень. Немцы выбрасывали одежду из окон в толпу, мужики её хватали, а немцы фотографировали это зрелище.

## Память
Всего в Рясно за время оккупации были убиты около 600 (только 3 марта 1942 года — 490) евреев, спастись удалось единицам.
Опубликованы неполные списки жертв геноцида евреев в Рясно.
Памятник убитым установили 1950-х годах сами выжившие евреи и их родные на собственные деньги. Решетка на памятнике установлена позже для защиты надписи от неоднократных актов вандализма.

## Комментарии
1. ↑  В русском языке за служащими коллаборационистских полицейских органов закрепилось разговорное уничижительное название полица́й (во множественном числе — полица́и).